# Mispilodes borneensis
Mispilodes borneensis là một loài bọ cánh cứng trong họ Cerambycidae.